# Scott Barrett
Pour les articles homonymes, voir Barrett.

a Compétitions nationales et continentales officielles uniquement.

b Matchs officiels uniquement.
Dernière mise à jour le 25 novembre 2024.
Scott Barrett, né le 20 novembre 1993 à New Plymouth (Nouvelle-Zélande), est un joueur international néo-zélandais de rugby à XV évoluant principalement au poste de deuxième ligne. Il évolue avec la franchise des Crusaders en Super Rugby depuis 2014, et avec la province de Taranaki en National Provincial Championship depuis 2017. Il mesure 1,97 m pour 118 kg. Il dispute la Coupe du monde 2019 au Japon et la Coupe du monde 2023 en France avec ses frères Beauden et Jordie.

## Biographie
Scott Barrett est issu d'une grande famille de joueurs de rugby. Il est le fils de Kevin Barrett, ancien joueur de Taranaki, et le frère cadet du demi d'ouverture All Black Beauden qui évolue avec les Hurricanes, ainsi que du troisième ligne Kane. Il est également le frère aîné du centre Jordie qui joue lui aussi aux Hurricanes.

## Carrière

### En club
Scott Barrett commence sa carrière professionnelle en 2014 avec l'équipe des Crusaders lors d'un match les opposants à l'équipe d'Angleterre lors de leur tournée de juin. Il fait par la suite ses débuts en Super Rugby avec cette même franchise le 5 juillet 2014 contre les Blues.
La même année, il débute également en National Provincial Championship avec la province de Canterbury.
En 2017, il remporte pour la première fois le Super Rugby avec les Crusaders, en étant titulaire en deuxième ligne lors des phases finales, aux côtés de Sam Whitelock.
La même année, il change de province de NPC pour rejoindre Taranaki, où jouent ses frères Beauden et Jordie.
En 2020, il devient le capitaine des Crusaders, succédant à Sam Whitelock.

### En équipe nationale
En 2013, Scott Barrett est sélectionné avec l'équipe de Nouvelle-Zélande des moins de 20 ans et participe au championnat du monde junior en France.
En octobre 2016, il est sélectionné pour la première fois par Steve Hansen pour évoluer avec les All Blacks dans le cadre de la tournée du mois de novembre en Europe, aux côtés de ses frères Beauden et Jordie. Il connait sa première cape internationale le 5 novembre 2016 à l’occasion d’un test-match contre l'équipe d'Irlande à Chicago. Si les All Blacks s'incline lors ce match contre les irlandais pour la première fois de leur histoire (40-29), Scott réussi une belle entrée en jeu et marque un essai pour sa première sélection.
En août 2019, il est retenu dans le groupe de 31 joueurs sélectionné pour disputer la Coupe du monde au Japon. Il dispute cinq matchs lors de la compétition. Lors de la demi-finale face à l'équipe d'Angleterre, il est de façon surprenante aligné au poste de troisième ligne aile. Son équipe perd le match, et l'expérience est considérée par Steve Hansen comme un échec.
Le 7 août 2023, il est sélectionné pour disputer la Coupe du monde en France. Son équipe termine la compétition à la seconde place, après une défaite en finale face à l'Afrique du Sud. D'un point de vue personnel, il les sept matchs de son équipe, dont cinq en tant que titulaire.
En fin d'année 2023, il est récompensé lors des Prix World Rugby lorsqu'il est sélectionné dans le XV masculin de l'année. De plus, lors des New Zealand Rugby Awards, il est élu meilleur joueur de la saison 2023 de Super Rugby.
En 2024, alors que Scott Robertson est devenu le nouveau sélectionneur des All Blacks, Scott Barrett est nommé capitaine de la sélection, succédant à Sam Cane.

## Palmarès

### En franchise et province
- Finaliste du Super Rugby en 2014 avec les Crusaders.
- Vainqueur du NPC en 2015 et 2016 avec Canterbury et en 2023 avec Taranaki.
- Vainqueur du Super Rugby en 2017, 2018, 2019, 2022 et 2023 et 2025 avec les Crusaders.
- Vainqueur du Super Rugby Aotearoa en 2020 et 2021 avec les Crusaders.

### En équipe nationale
- Vainqueur du Rugby Championship en 2017, 2018, 2020, 2021, 2022 et 2023 avec l'équipe de Nouvelle-Zélande.
- Troisième de la Coupe du monde en 2019 avec l'équipe de Nouvelle-Zélande.
- Finaliste de la Coupe du monde en 2023 avec l'équipe de Nouvelle-Zélande.

### Distinctions personnelles
- Prix World Rugby : Membre du XV masculin de l'année en 2023.
- Meilleur joueur de la saison 2023 de Super Rugby.

## Statistiques
Au 25 novembre 2024, Scott Barrett compte 80 capes en équipe de Nouvelle-Zélande, dont 56 en tant que titulaire, depuis le 5 novembre 2016 contre l'équipe d'Irlande à Chicago. Il inscrit 7 essais (35 points),.
Il participe à huit éditions du Rugby Championship, en 2017, 2018, 2019, 2020, 2021, 2022, 2023 et 2024. Il dispute trente-trois rencontres dans cette compétition.